# Sandy Iannella
Sandy Iannella (* 6. April 1987 in Livorno) ist eine italienische Fußballspielerin. Die Stürmerin nahm mit der A-Nationalmannschaft an der Europameisterschaft 2013 teil. Seit 2016 steht sie bei Cuneo Calcio unter Vertrag.

## Sportlicher Werdegang
Iannella debütierte für ACF Livorno im Seniorinnenbereich. Mit einer Trefferquote von mehr als einem Tor je Ligaspiel spielte sie sich einerseits in die italienische Nachwuchsnationalmannschaften und andererseits weckte sie die Begehrlichkeiten bei italienischen Spitzenklubs. 2006 wechselte sie daher zu ASD Torres Calcio. Mit dem Klub gewann sie 2010 und 2011 den nationalen Meistertitel. 2014 wechselte sie innerhalb der höchsten italienischen Spielklasse zu ASD Mozzanica. Im August 2016 wechselte sie zu Cuneo Calcio.
2011 hatte Iannella unter Nationaltrainer Pietro Ghedin ihr A-Nationalmannschaftsdebüt gegeben, bei der EM-Endrunde 2013 gehörte sie unter dessen Nachfolger Antonio Cabrini zum Kader der Auswahlmannschaft. Bis zum Ausscheiden der Mannschaft im Viertelfinale gegen Deutschland hatte sie alle vier Endrundenpartien absolviert.